# بيدرو سيلفا توريخون
بيدرو سيلفا توريخون (بالإسبانية: Pedro Silva Torrejón) هو لاعب كرة قدم أرجنتيني في مركز الدفاع، ولد في 25 يناير 1997 في ابولاي في الأرجنتين. لعب مع نادي ميدلزبره.

## وصلات خارجية
- بيدرو سيلفا توريخون على موقع قاعدة بيانات كرة القدم.إي يو (الإنجليزية)
- بيدرو سيلفا توريخون على موقع Soccerway.com (الإنجليزية)